# 御所ノ浦礒右衞門
御所ノ浦 礒右衞門（ごしょのうら いそえもん、享保3年（1718年） - 没年不明）は、筑後国山門郡（現在の福岡県みやま市）出身で呉服部屋に所属していた江戸時代の元大相撲力士。本名は倉吉とのみ伝わる。
元は九州相撲の呉服織右衛門の弟子で、大灘・荒灘を名乗っていた。江戸相撲では宝暦10年(1760年)冬場所(10月)、御所ノ浦礒右衞門の名で看板大関として登場。しかし大関を務めたのはこの場所限りで、次の宝暦11年(1761年)冬場所(10月)小結に下がり、下の名前を平太夫（へいだゆう）と改める。以降平幕と二段目を往復していた。
一般的な歴代大関の中では第9代大関とされるが、初代雪見山堅太夫、第2代白川関右エ門に続いて、一定水準以上の実力があったと考えられる力士としては3人目と考えられ（第3代～第8代の大関は1場所だけ番付に載った看板大関）、富岡八幡宮の大関力士碑にも1人目の雪見山堅太夫と2人目の白川関右エ門に続いて御所ノ浦礒右衞門が3人目として刻名されている。身長173cmの小兵力士ながら、「相撲にかけて仙なり」と評された名人で、全盛期の実力については、向こうづけの押しは「牛の押しきたるごとし」と絶賛され、関東方御所殿の牛首という異名があった。 相手の胸に頭をつける取り口を考案したと伝えられる。全盛期の11年間に7敗しかしなかったと伝えられる。しかし、現役晩年は負けが込むようになっていき、数え52歳の明和6年(1769年)冬場所(10月)に7戦全敗となったのを最後に江戸相撲からは脱退して大坂相撲へと移り、大坂相撲では明和8年(1771年)8月場所限りで引退した。

## 主な成績（江戸）
- 幕内在位：7場所
- 幕内（上段）成績：18勝23敗4休2分1預1無勝負
- 大関在位：1場所
- 大関成績：不明（勝敗記録現存せず）

### 場所別成績
| 1760年 | x                      | 東大関 –              |
| 1761年 | x                      | 東小結 5–2 1無        |
| 1762年 | 東前頭筆頭 4–3–1       | x                     |
| 1763年 | x                      | x                     |
| 1764年 | 東幕下2枚目 2–5 1無    | 東前頭筆頭 5–3        |
| 1765年 | x                      | x                     |
| 1766年 | x                      | 東前頭4枚目 3–2–1 2分 |
| 1767年 | 東幕下2枚目 2–4 1分1預 | 東前頭4枚目 1–6–1 1預 |
| 1768年 | x                      | x                     |
| 1769年 | x                      | 東前頭4枚目 0–7–1     |
| 各欄の数字は、「勝ち-負け-休場」を示す。 優勝 引退 休場 十両 幕下 三賞：敢=敢闘賞、殊=殊勲賞、技=技能賞 その他：★=金星 番付階級：幕内 - 十両 - 幕下 - 三段目 - 序二段 - 序ノ口 幕内序列：横綱 - 大関 - 関脇 - 小結 - 前頭（「#数字」は各位内の序列） |                        |                       |

- この成績表でテンプレートの仕様上「幕下」となっている部分は、番付表の上から二段目であるため、「二段目」と呼ぶ方が正確である。当時は段ごとに力士の地位を待遇差で区別する発想がまだ確立しておらず、二段目以下でも番付表で「前頭」（「同」表記でない）と書かれている部分までは「幕内格」と見るべきだという説がある。